# سبدنشین کراترز
سبدنشین کراترز (نام علمی: Cisticola carruthersi) نام یک گونه از سرده سبدنشین است.